# Clemens Brentano
Clemens Wenzeslaus Brentano de La Roche (Ehrenbreitstein (ma Koblenz), 1778. szeptember 9. – Aschaffenburg, 1842. július 28.) német író és költő. Achim von Arnim mellett az úgynevezett heidelbergi romantika fontos képviselője. (Brentano első publikációiban következetesen a Maria költői nevet használta, de igazából nem szerepelt keresztnevei között.)

## Életrajz
Clemens Brentano a frankfurti kereskedő Peter Anton Brentano és felesége – a fiatal Goethe által bálványozott Maximiliane von La Roche – második gyermekeként született. Hét testvére volt: Bettina, aki a költő Achim von Arnim felesége lett, Georg, Christian, Sophie, Ludovica („Lulu“), Kunigunde („Gunda“), aki a jogtudós Friedrich Carl von Savigny felesége lett, és Magdalene („Meline“).
A család gyakran változtatta lakhelyét, így Brentano Frankfurtban, Koblenzben, Heidelbergben és Mannheimban nőtt fel. 1797-től Halléban járt egyetemre bányászmérnöki szakra, majd 1798-tól az orvosi szakra a jénai egyetemre. Tanulmányait azonban nem fejezte be, hanem egyre több időt szentelt írói tevékenységének. Jénában ismerkedett meg a korszak sok jelentős irodalmi alakjával, többek között Christoph Martin Wielanddal, Johann Gottfried Herderrel, Johann Wolfgang von Goethével, Friedrich von Schlegellel, Johann Gottlieb Fichtevel és Ludwig Tieckkel. Az ő műveik és irodalomelméleti értekezéseik ösztönözték Brentanót írásra.
Göttingenben filozófiát tanult és itt ismerkedett meg 1801-ben Ludwig Achim von Arnimmal, aki hamarosan jó barátja lett és akivel beutazta a Rajna vidékét. A következő években egészen 1811-ig többször is együtt lakott Arnimmal. Házasságkötése után (Sophie Mereau, írónő) 1804-ben egy időre Heidelbergbe költözött, ahol Achim von Arnimmal a Zeitung für Einsiedler (Remete Újság) újságot adta ki. A Des Knaben Wunderhorn (A Gyermek csodakürtje) című népdalgyűjtemény szerkesztését is befejezték. 
Felesége meghalt harmadik gyermekük szülése közben, 1806-ban. Az újszülött is meghalt, éppúgy mint az előző két Achim és Joachime, akik alig néhány hetes korukban hunytak el. Néhány hónappal később Brentano Auguste Bussmannt vette feleségül, ami azonban nem akadályozta abban, hogy hosszú utazásokat tegyen. A második feleségétől 1814-ben elvált.
1809-től Berlinben tartózkodott, részt vett a város irodalmi életében és Romanzen vom Rosenkranz (Rózsafüzér románcai) című, de csak halála után kiadott verses eposzon ill. a szintén csak halála után megjelent Rajnai meséken dolgozott. A Német Asztaltársaság alapító tagjai közé tartozott, amely társaság zsidóellenes részben antiszemita hangvételét támogatta (Der Philister). Zsidóellenes célzásokkal több 1810 után készült művében találkozhatunk (például Gockel, Hinkel és Gakeleia), legismertebb vallásos írásában Das bittere Leiden (A keserű szenvedés) szinte az összes keresztény eredetű zsidóellenes téma megtalálható. Ezzel szemben a nagyjából azonos időszakban íródott művében (Das Leben Jesu) (Jézus élete) a Jézus-korabeli zsidó társadalomról nyilvánvaló szimpátiával mesél. Achim von Arnimhoz hasonlóan ő is csak rövid ideig dolgozott Heinrich von Kleist újságjában.
1811-ben Brentano elutazott Berlinből, és a következő két évben Csehországban majd 1813-ban Bécsben élt. Ekkor írta két drámáját Aloys, Imelde (1912-ben adták ki) és Die Gründung Prags (Prága alapítása), ez utóbbi 1815-ben megjelent nyomtatásban. Bécsben szeretett volna színpadi szerzőként dolgozni, de terve teljességgel meghiúsult.
1815-ben visszatért Berlinbe, élete válságba került. A kiutat eleinte a pietista mozgalomban kereste, majd a katolikus egyházban. Ez utóbbinak az volt az oka, hogy 1816-ban megismerkedett Luise Hensellel, egy református lelkész lányával. A már elvált Brentano eleinte a református hitre szeretett volna térni, hogy feleségül vehesse Luise Henselt. Végül Luise lett katolikus.
Brentano Luise iránti érzelmeit megörökítő verseiben (O schweig nur Herz, Ich bin durch die Wüste gezogen) a romanticizmus korai elemeit vallásos és erotikus elemekkel fűszerezi.

## Művei

### Versek
- Sprich aus der Ferne, 1801
- Abendständchen, 1802
- Der Spinnerin Nachtlied, 1802 körül
- Was reif in diesen Zeilen steht, 1837
- Wenn der lahme Weber träumt, 1838
- Des Knaben Wunderhorn (népdalgyűjtemény 3 kötetben, Achim von Arnimmal közösen), 1806 és 1808
- Gedichte (Emilie Brentano kiadásában), 1854
- Gedichte. Romanzen vom Rosenkranz, 1968

### Mesék
- Das Märchen von Gockel und Hinkel, 1838
- Die Mährchen vom Rhein, 1844

### Regények
- Godwi oder Das steinerne Bild der Mutter, 1801 (tartalmazza a Loreley című balladáját)
- Der schiffbrüchige Galeerensklave vom todten Meer (befejezetlen)

### Elbeszélések
- Die Rose, 1800
- Der Sänger, 1801
- Die Schachtel mit der Friedenspuppe, 1815
- Die mehreren Wehmüller und ungarischen Nationalgesichter
- Die drei Nüsse, 1817
- Geschichte vom braven Kasperl und dem schönen Annerl, 1817
- Aus der Chronicka eines fahrenden Schülers, 1818

### Színpadi művek
- Gustav Wasa, 1800
- Godwi und Godwine (Bettina Brentanóval közösen), 1801 körül
- Cecilie, 1801 körül
- Die lustigen Musikanten (daljáték)
- Ponce de Leon, 1803
- Die Gründung Prags, 1815

### Vallási tárgyú írások
- Die Barmherzigen Schwestern in Bezug auf Armen- und Krankenpflege, 1831
- Lehrjahre Jesu I, II (Das bittere Leiden unsers Herrn Jesu Christi) (1858–1860)
- Das Leben der hl. Jungfrau Maria (1852, posztumusz)
- Biographie der Anna Katharina Emmerick (befejezetlen), (1867–1870)

## Magyarul
- Jézus Krisztus urunk kínszenvedése b. Emmerich Anna Katalin látományai szerint. Feljegyezte Brentano Kelemen; ford. Sulyok István; Bába Ny., Szeged, 1893
- Brentano legszebb meséi; ford. Sík Sándor, Tarczai György; Szt. István Társulat, Bp., 1922
- A három szem dió. Az eredeti teljes szöveg és hű magyar fordítása; ford. Czebe Gyula; Lantos, Bp., 1925 (Kétnyelvű klasszikus könyvtár)
- A mi urunk Jézus Krisztus kínszenvedése. Az Isten szolgálójának, Emmerich Anna Katalinnak látomásai szerint feljegyezte Brentano Kelemen; ford. Kertész Kálmán; Szent István Társulat, Bp., 1936
- A keresztút Emerich Katalin látomásai alapján; szerk. Kindelmann Győző; Aggiornamento, Bp., 1990
- Jézus tanító évei, 1-3. Emmerick Anna Katalin látomásait feljegyezte Clemens Brentano; ford. Diós István; Szent István Társulat, Bp., 2016–2017
- Emmerich Katalin: Szűz Mária élete; feljegyezte Clemens von Brentano, ford. Vida Tivadar; Új Ember, Bp., 2007
- A Szent Szűz Mária élete. Emmerick Anna Katalin látomásai alapján feljegyezte Clemens Brentano; ford. Diós István; Szent István Társulat, Bp., 2017
- Mirtusz kisasszony. Clemens Brentano legszebb meséi; ford. Sík Sándor, Tarczai György; Szent István Társulat, Bp., 2018